# الخلية النائمة (مسلسل تلفزيوني)
الخلية النائمة (بالإنجليزية:  Sleeper Cell)‏ هي دراما أمريكية لمدة ساعة واحدة على شبكة شوتايم التي بدأت بثها في 4 ديسمبر 2005. كان شعار الموسم الأول «الأصدقاء. الجيران. الأزواج. الإرهابيون». وشعار الموسم الثاني كان «المدن. الضواحي. المطارات. الأهداف.» تم ترشيح المسلسل لـجائزة إيمي عن المسلسل البارز. تم عرض الحلقة الثانية من المسلسل المكون من ثماني حلقات، بعنوان الخلية النائمة: إرهاب أمريكي، في 10 ديسمبر 2006. تم بث كلتا فصول الخلية النائمة في الأصل بطريقة غير عادية، من خلال تصوير الموسم بأكمله قبل وقته ثم بث الحلقات في ليالي متتالية، بحيث تم بث كل موسم جديد تمامًا للمرة الأولى على مدى أقل من أسبوعين. في أستراليا، بث كلا الموسمين في الأصل على قناة شوتايم أستراليا في عام 2006/2007. عرضت إعادة التشغيل أعتبارًا من عام 2008 على قناة شوتايم (جزء من شوتايم أستراليا مجموعة قنوات).

## الملخص
داروين السيد، وهو عميل أميركي متخفي يبلغ من العمر 30 عاماً ومسلم ويعتنق الإسلام كدين له، مكلف بالتسلل إلى خلية إرهابية نائمة تخطط لهجوم في لوس أنجلوس. ويدير الخلية متطرف عربي يدعى فارس الفارك يتنكر على أنه شخص يهودي. يأتي أعضاء الخلية من مجموعة متنوعة من الخلفيات العرقية والشخصيات المتضاربة. يصور المسلسل أيضاً النفاق والأنقسام بين أعضاء الخلية الذين يدعون بأنهم مسلمون ولكنهم ينخرطون في سلوك خاطئ في الإسلام (مثل الجنس خارج نطاق الزواج) ومع ذلك يصرون على الرغبة في الشهادة للإسلام.
يشرف على داروين وكيل الشؤون العامة في مكتب التحقيقات الفدرالي راي فولر، وهو أيضاً صديق مقرب يساورهم القلق بشأن سلامة داروين.
في الموسم الثاني، يتسلل داروين إلى خلية جديدة تشكلت للأنتقام من هزيمة الخلية الأصلية. عندما يُقتل مساعده الثاني، باتريس سيركسنر، في السودان، يجب أن يحاول داروين العمل مع عامل آخر، هو العميل الخاص راسل. في هذه الأثناء، تنجذب صديقته غايل إلى العمق عندما تعلق بين راسل وداروين وعضو في الزنزانة.
قدم الكتاب مرة أخرى مزيجاً غير نمطي من أعضاء الخلية، بما في ذلك امرأة أوروبية بيضاء، ورجل أمريكي لاتيني، وأول مرة للتلفزيون الأمريكي، رجل مسلم مثلي الجنس.

## الكادر

### الموسم 1
| الممثل          | دور                                      |
| --------------- | ---------------------------------------- |
| مايكل إيلي      | داروين السيد (أسم مستعار: داروين الحكيم) |
| عودد فهر        | فارس "فارك" الفارك / سعد بن صفوان        |
| هنري لوباتي     | إيليا كورجينيتش                          |
| أليكس نيسيك     | كريستيان أومونت                          |
| بليك شايلدس     | توماس "تومي" ألين إيمرسون                |
| ميليسا ساغيميلر | غايل بيشوب                               |

#### المتكررين
- جيمس ليجروس—العميل الخاص راي فولر
- ألبرت هال—أمين المكتبة
- مايكل ديسانتي—عميل مكتب التحقيقات الفدرالي الخاص عليم صالح
- جوش فينمان—تكنولوجي في FBI
- سونيا والغر—العميل الخاص باتريس سيركسنير
- ميغان وارد—السيدة فولر
- جون فليتشر—نائب المدعي العام للولايات المتحدة
- آلي ووكرلين—إلين ايمرسون
- راج مانّ—رجل مسلم راديكالي
- لويس تشافيز—خاشول
- سعيد التغماوي—حامد
- عمرو سلامة-عباس

### الموسم 2
| الممثل          | دور                                      |
| --------------- | ---------------------------------------- |
| مايكل إيلي      | داروين السيد (أسم مستعار: داروين الحكيم) |
| عودد فهر        | فارس "فارك" الفارك                       |
| هنري لوباتي     | ايليا كورجينيك                           |
| أوميد أبطحي     | سالم                                     |
| كيفن اليخاندرو  | بينيتو 'بيني' فيلاسكيز                   |
| ثكلة ريوتن      | مينا                                     |
| ميليسا ساغيميلر | غايل بيشوب                               |

#### المتكررين
- جاي فيرغسون—العميل الخاص راسل
- مايكل راضي - جايسون
- سوزان باري - سامية
- سارة شاهي - فرح
- أنجيلا غوتس - كارلي
- إيفيت نيكول براون - فاطمة

## الطاقم

### الكتاب
- إيثان رييف
- سايروس فوريس
- أنجل دين لوبيز
- الكسندر وو
- كامران باشا
- كاثرين لينغنفيلتر
- أندرو باريت
- نينا فيوري (كتابة مساعدة)

### الإدارة
- زياد دويري
- غاي فيرلاند
- نيك جوميز
- ليون آيتشاسو
- ليزلي ليبمان
- فوندي كورتيس هول
- تشارلز س. دوتون
- كلارك جونسون (الحلقة التجريبية)

### إدارة الصوت
- بول هاسلينغر (الملحن)
- جو ايرل (الصوت إعادة التسجيل الخلط)
- إلمو بونسدومينيتش (الصوت إعادة التسجيل الخلط)
- مارك كامبس (الإشراف على تحرير الصوت)
- كيفن روتشي (مهندس الصوت)
- مات فاوساك (محرر الموسيقى)

## روابط خارجية
- الخلية النائمة على موقع IMDb (الإنجليزية)
- الخلية النائمة على موقع ميتاكريتيك (الإنجليزية)
- الخلية النائمة على موقع روتن توميتوز (الإنجليزية)
- الخلية النائمة على موقع كينوبويسك (الروسية)
- الخلية النائمة على موقع ألو سيني (الفرنسية)
- الخلية النائمة على موقع قاعدة بيانات الفيلم (الإنجليزية)